# Список постійних представників США при НАТО
Постійний представник США при НАТО, офіційна назва — Надзвичайний і повноважний посол Сполучених Штатів Америки у Північноатлантичній раді Організації Північноатлантичного договору (англ. United States Permanent Representative on the Council of the North Atlantic Treaty Organization, with the rank and status of Ambassador Extraordinary and Plenipotentiary) — це посада представницького характеру. Особа, яка обіймає посаду, представляє інтереси Сполучених Штатів Америки у Північноатлантичній раді Організації Північноатлантичного договору. Правовий статус, характер і обсяг привілеїв та імунітетів постійного представника та його співробітників регламентують міжнародні угоди, а також законодавство США.
Постійний представник призначається Президентом США і затверджується Сенатом.
Посада постійного представника США при НАТО була заснована у 1953 році. Першим постійним представником при НАТО став Вільям Генрі Дрейпер, а чинною на сьогодні є Джулі Сміт .
Найкоротший термін на посаді провів Вільям Генрі Дрейпер (три місяці), а найдовший — Харлан Клівленд (майже 4 роки).
Нижче подано список усіх постійних представників США при НАТО, які обіймали цю посаду у різні роки.

## Постійні представники США при НАТО
| №  | Ім'я | Ім'я                  | Початок повноважень | Кінець повноважень | Партійна приналежність            |
| -- | ---- | --------------------- | ------------------- | ------------------ | --------------------------------- |
| 1  |      | Вільям Генрі Дрейпер  | 8 квітня 1953       | 13 червня 1953     | Позапартійний (військовий офіцер) |
| 2  |      | Джон Чемберз          | 14 червня 1953      | 20 квітня 1955     | Республіканська партія            |
| 3  |      | Джордж Перкінз        | 14 березня 1955     | 12 жовтня 1957     | Республіканська партія            |
| 4  |      | Уорен Берджесс        | 13 жовтня 1957      | 23 березня 1961    | Республіканська партія            |
| 5  |      | Томас Фінлеттер       | 24 березня 1961     | 2 вересня 1965     | Демократична партія               |
| 6  |      | Харланд Клівленд      | 3 вересня 1965      | 11 червня 1969     | Демократична партія               |
| 7  |      | Роберт Елсворт        | 12 червня 1969      | 30 червня 1971     | Республіканська партія            |
| 8  |      | Девід Кеннеді         | 17 березня 1972     | 1 лютого 1973      | Республіканська партія            |
| 9  |      | Дональд Рамсфельд     | 2 лютого 1973       | 5 грудня 1974      | Республіканська партія            |
| 10 |      | Девід Брюс            | 5 грудня 1974       | 12 лютого 1976     | Республіканська партія            |
| 11 |      | Роберт Х'юпе          | 3 березня 1976      | 20 квітня 1977     | Демократична партія               |
| 12 |      | Вільям Беннет         | 26 квітня 1977      | 31 березня 1983    | Демократична партія               |
| 13 |      | Девід Ебшир           | 13 липня 1983       | 5 січня 1987       | Республіканська партія            |
| 14 |      | Альтон Кілл           | 13 березня 1987     | 17 червня 1989     | Республіканська партія            |
| 15 |      | Вільям Тафт           | 3 серпня 1989       | 26 червня 1992     | Республіканська партія            |
| 16 |      | Реджинальд Бартолом'ю | 26 червня 1992      | 25 березня 1993    | Республіканська партія            |
| 17 |      | Роберт Хантер         | 1 липня 1993        | 31 грудня 1997     | Демократична партія               |
| 18 |      | Александер Вершбоу    | 1 січня 1998        | 9 липня 2001       | Демократична партія               |
| 19 |      | Ніколас Бернс         | 7 серпня 2001       | 7 березня 2005     | Республіканська партія            |
| 20 |      | Вікторія Нуланд       | 13 липня 2005       | 2 травня 2008      | Демократична партія               |
| 21 |      | Курт Волкер           | 2 липня 2008        | 15 травня 2009     | Демократична партія               |
| 22 |      | Іво Даалдер           | 16 травня 2009      | 2 вересня 2013     | Демократична партія               |
| 23 |      | Дуглас Лут            | 3 вересня 2013      | 20 січня 2017      | Демократична партія               |
| 24 |      | Кей Бейлі Гатчісон    | 28 серпня 2017      | 20 січня 2021      | Республіканська партія            |
| 25 |      | Джулі Сміт            | з 6 грудня 2021     |                    |                                   |